# Leif Scheuermann
Leif Scheuermann (* 3. Juni 1976) ist ein deutscher Historiker mit einem Schwerpunkt auf der Digitalen Geschichte, der Historischen Geographie und der Alten Geschichte.

## Leben
Leif Scheuermann studierte Geschichte und Philosophie an der Universität Stuttgart bis zum Magister 2004. In Folge war er mehrere Jahre als wissenschaftlicher Mitarbeiter am Institut für Kernenergetik und Energiesysteme an der Universität Stuttgart. Nach zwei Jahren am historischen Seminar der Universität Hamburg wechselte er 2009 an das Max-Weber-Kolleg für kultur- und sozialwissenschaftliche Studien der Universität Erfurt, an dem er 2010 promoviert wurde. Er war wissenschaftlicher Mitarbeiter am Projekt „Adaptiver Interaktiver Digitaler Atlas“ (AIDA) sowie Mitglied der Kolleg-Forschergruppe „Religiöse Individualisierung in historischer Perspektive“ am Max-Weber-Kolleg der Universität Erfurt. 2014 wurde er wissenschaftlicher Mitarbeiter am Institut für Alte Geschichte und Altertumskunde (heute Institut für Antike) der Karl-Franzens Universität und wechselte 2016 an das Zentrum für Informationsmodellierung – Austrian Centre for Digital Humanities, wo er 2019 mit der Venia legendi für Digitale Geschichte unter besonderer Berücksichtigung der Alten Geschichte habilitiert wurde. 2020/21 war er Mercator Fellow am ANR-DFG-Projekt Configurations of European Fairs. Merchants, Objects, Routes (1350-1600) der Universitäten Erfurt und Lyon II.
Seit 2021 ist er Professor für Digitales Historisches Erbe an der Universität Trier. Im selben Jahr erhielt er einen ERC-Consolidator Grant mit dem Projekt Simulation of Transport between the Adriatic Sea and the Danube (STRADA).
Seine Forschungsschwerpunkte liegen im Bereich der Theorie der Digitalen Geschichte, der raum-zeitlichen Analyse und digitaler historischer Kartographie sowie historischer Simulationen.
Er ist Mitglied in der Arbeitsgemeinschaft Geschichte und EDV sowie im Vorstand des Instituts für Geschichtliche Landeskunde Rheinland-Pfalz.

## Bibliographie (Auswahl)
Bücher
- Image of the Urbs. Raumwahrnehmung der Stadt Rom im ersten vorchristlichen Jahrhundert. Unveröffentl. Habilitationsschrift, Graz, 2019.
- Religion an der Grenze. Provinzialrömische Götterverehrung am Neckar- und äußeren obergermanischen Limes. Verlag Marie Leidorf, Rahden/Westf. 2013, ISBN 978-3-89646-738-6 (Dissertation).
- (Hrsg.): Simulation von Handel und Transport in der Antike. Digital Classics Online Themenheft 6,1, 2020, doi:10.11588/dco.2020.1.
- mit Wolfgang Spickermann (Hrsg.): Religiöse Praktiken in der Antike. Individuum – Gesellschaft – Weltbeziehung. Graz 2016, ISBN 3-902666-41-2.

Weitere Veröffentlichungen
- Geschichte der Simulation / Simulation der Geschichte. Eine Einführung In: Digital Classics Online Themenheft 6, 1, 2020, doi:10.11588/dco.0.0.73395.
- Simulation als Methode für die Altertumswissenschaften In: Digital Classics Online 5, 2, 2019, doi:10.11588/dco.2019.2.68127.
- Die Abgrenzung der digitalen Geisteswissenschaften In: Digital Classics Online 2, 1, 2016, doi:10.11588/dco.2016.1.22746.